# Kerry Shale
Kerry Shale (nacido el 4 de junio de 1952) es un actor canadiense radicado en Londres, Inglaterra. Su comedia dramática The Kubrick Test, emitida en BBC Radio 4, se emitió en 2020. Es el coanfitrión de Is It Rolling, Bob? Talking Dylan, un podcast sobre Bob Dylan.

## Primeros años
Kerry Shale nació el 4 de junio de 1952.

## Filmografía

### Películas
| Año  | Título                                                | Papel                                                                            | Notas       |
| ---- | ----------------------------------------------------- | -------------------------------------------------------------------------------- | ----------- |
| 1983 | Yentl                                                 | Estudiante Yeshiva                                                               | [ 3 ] [ 4 ] |
| 1985 | Runaway Train                                         | Voces                                                                            |             |
| 1986 | Labyrinth                                             | Duende                                                                           | Voz         |
| 1986 | Little Shop of Horrors                                | Asistente                                                                        | [ 3 ]       |
| 1987 | The Living Daylights                                  | Voz de Necros                                                                    |             |
| 1987 | Superman IV                                           | Presentadora de la MBC                                                           | [ 3 ]       |
| 1989 | El golpe de menhir                                    | Unhygienix                                                                       | Voz         |
| 1996 | Jude                                                  | Showman                                                                          | [ 3 ]       |
| 1997 | Bienvenidos a Sarajevo                                | Oficial del convoy de la ONU                                                     | [ 3 ]       |
| 1998 | B. Monkey                                             | Tejano                                                                           |             |
| 1998 | The Misadventures of Margaret                         | Bibliotecario                                                                    | [ 3 ]       |
| 1999 | RKO 281                                               | Bernard Herrmann                                                                 | [ 3 ]       |
| 2000 | 102 dálmatas                                          | Asistente de Le Pelt                                                             | [ 3 ]       |
| 2002 | Max                                                   | Dr. Levi                                                                         | [ 3 ]       |
| 2003 | Code 46                                               | Doctor                                                                           | [ 3 ]       |
| 2005 | The Jacket                                            | Fiscal                                                                           | [ 3 ]       |
| 2005 | La hija de Gideon                                     | Badalamenti                                                                      | [ 3 ]       |
| 2005 | The Wedding Date                                      | Administrador del portapapeles                                                   | [ 3 ]       |
| 2006 | Manga Latina: Killer on the Loose                     | Victor La Cruz                                                                   |             |
| 2008 | Genova                                                | Stephen                                                                          | [ 3 ]       |
| 2009 | Universal Soldier: Regeneration                       | Dr. Robert Colin                                                                 |             |
| 2009 | Thomas & Friends: Hero of the Rails                   | Thomas, Spencer, Henry, Gordon, James, Kevin, Sir Topham Hatt                    |             |
| 2010 | Thomas & Friends: Misty Island Rescue                 | Diesel, Henry, Gordon, James, Dash, Harold, Kevin, Sir Topham Hatt               |             |
| 2010 | London Boulevard                                      | Abogado                                                                          |             |
| 2011 | Thomas & Friends: Day of the Diesels                  | Diesel, Henry, Gordon, James, Kevin, Sir Topham Hatt, Arry, Bert, Norman, Sidney |             |
| 2011 | Arthur Christmas                                      | UNFITA OPS                                                                       | Voz         |
| 2012 | Thomas & Friends: Blue Mountain Mystery               | Diesel, Henry, James, Kevin, Sir Topham Hatt, Mr. Percival                       | Voz         |
| 2012 | A Fantastic Fear of Everything                        | Harvey Humphries                                                                 |             |
| 2012 | Las aventuras de Tadeo Jones                          | Tad Stones, Kopponen                                                             | Voz         |
| 2013 | Thomas & Friends: King of the Railway                 | Diesel, Henry, Gordon, James, Kevin, Sir Topham Hatt                             | Voz         |
| 2013 | El abuelo que saltó por la ventana y se largó         | Harry S. Truman                                                                  |             |
| 2013 | Hello Carter                                          | Tara Evans                                                                       | [ 3 ]       |
| 2014 | Thomas & Friends: Tale of the Brave                   | Henry, Gordon, James, Kevin, Sir Topham Hatt                                     | Voz         |
| 2014 | Blood Moon                                            | Padre Domonic                                                                    | [ 3 ]       |
| 2015 | Moonwalkers                                           | St. White                                                                        |             |
| 2015 | Narcopolis                                            | Martin Fox                                                                       |             |
| 2015 | The Cannibal in the Jungle                            | Peter Kalas                                                                      |             |
| 2015 | Thomas & Friends: The Adventure Begins                | Henry, Gordon                                                                    | Voz         |
| 2015 | Thomas & Friends: Sodor's Legend of the Lost Treasure | Henry, Gordon, Kevin                                                             | Voz         |
| 2016 | Thomas & Friends: The Great Race                      | Henry, Gordon, Kevin, Diesel, Scruff                                             | Voz         |
| 2017 | Thomas & Friends: Journey Beyond Sodor                | Henry, Gordon, Kevin                                                             | Voz         |
| 2017 | El arte de la amistad                                 | Comerciante de arte                                                              | [ 3 ]       |
| 2017 | The Trip to Spain                                     | Matt                                                                             |             |
| 2018 | Show Dogs                                             | Klaus Hochauser                                                                  |             |
| 2018 | Thomas & Friends: Big World! Big Adventures!          | Henry, Gordon, Harold, Mr. Percival, Diesel, Beau                                | Voz         |
| 2019 | Angel Has Fallen                                      | Almirante Paul Sebring                                                           |             |
| 2021 | Wrath of Man                                          | Doctor                                                                           |             |

### Televisión
| Año     | Título                                        | Papel | Notas                                        |
| ------- | --------------------------------------------- | --- | -------------------------------------------- |
| 1981    | Sorry!                                        | Gavin | Episodio: "The Godfather"                    |
| 1983    | The Comic Strip Presents...                   | Willy | Episodio: "Five Go Mad on Mescalin"          |
| 1984    | Freud                                         | Otto Rank                                                                                                  | Miniserie                                    |
| 1988    | The Lion, the Witch and the Wardrobe          | Mr. Beaver                                                                                                 | 6 episodios                                  |
| 1992    | A Dangerous Man: Lawrence After Arabia        | Reportero estadounidense                                                                                   | Película de televisión                       |
| 1993    | Cracker                                       | Experto en la escena del crimen                                                                            | Episodio: The Mad Woman in the Attic: Part 1 |
| 1994    | El círculo rojo                               | Leverton                                                                                                   | Parte de Sherlock Holmes                     |
| 1994–96 | Budgie the Little Helicopter                  | Chuck |                                              |
| 1996-98 | Dennis the Menace                             | Gnasher | Voz                                          |
| 2002    | Wilf the Witch's Dog                          | |                                              |
| 2007    | Holby City                                    | Dr. Costello                                                                                               | Episodio: Paranoid Android                   |
| 2007    | Not Going Out                                 | Toby | [ 5 ]                                        |
| 2007–10 | Roary the Racing Car                          | Big Chris, Tin Top, Big Christine                                                                          | Voces                                        |
| 2010–21 | Thomas y sus amigos                           | Henry, Gordon, James, Dash, Scruff, Max, Farmer Trotter, Mr. Percival, Sir Lowham Hatt, Diesel, Kevin Arry |                                              |
| 2010    | The Trip                                      | Agente | 2 episodios                                  |
| 2011    | Doctor Who                                    | Doctor Renfrew                                                                                             | Episodio: El día de la luna                  |
| 2011–19 | The Amazing World of Gumball                  | Laurence "Larry" Needlemeyer, Bobert, Leslie                                                               | [ 5 ]                                        |
| 2022    | The Creature Cases                            | Voz |                                              |
| 2022    | The Sandman                                   | Nimrod | 3 episodios                                  |
| 2022    | Suspicion                                     | Arnold Myerson                                                                                             |                                              |
| 2022    | Shakespeare & Hathaway: Private Investigators | Joe Venice                                                                                                 |                                              |
| 2023    | Best Interests                                | Dr. David Pankerman                                                                                        | 1 episodio                                   |

### Videojuegos
| Año  | Título                                | Papel                                        | Fuentes       | Notas            |  |
| ---- | ------------------------------------- | -------------------------------------------- | ------------- | ---------------- |  |
| 1999 | Tomb Raider: The Last Revelation      | Werner Von Croy                              | [ 8 ] [ 9 ]   |                  |  |
| 2000 | Tomb Raider: Chronicles               | Werner Von Croy, Von Croy Sr.                | [ 10 ] [ 11 ] |                  |  |
| 2003 | Tomb Raider: El ángel de la oscuridad | Werner Von Croy, Thomas Luddick              | [ 12 ] [ 13 ] |                  |  |
| 2003 | Dog's Life                            | Jake, Wayne, Dwayne                          | [ 14 ]        | Escritor         |  |
| 2003 | Space Channel 5: Part 2               | Fuse                                         | [ 16 ]        |                  |  |
| 2004 | Killzone                              | Tropas de ISA                                | [ 16 ]        |                  |  |
| 2008 | Hot Shots Golf: Out of Bounds         | Fernando, Shigeki Maruyama, Maru-Chan, Clark | [ 16 ]        |                  |  |
| 2010 | Hot Shots Tennis: Get a Grip          | Toshi and Xavier                             | [ 16 ]        |                  |  |
| 2011 | LittleBigPlanet 2                     | Lex Luthor                                   | [ 16 ]        |                  |  |
| 2012 | LittleBigPlanet PS Vita               | Lex Luthor                                   | [ 16 ]        |                  |  |
| 2012 | Deponia                               | Rufus, Cletus, Argus                         | [ 16 ]        |                  |  |
| 2012 | Chaos on Deponia                      | Rufus, Cletus, Argus                         | [ 16 ]        |                  |  |
| 2012 | El testamento de Sherlock Holmes      | Sherlock Holmes                              | [ 16 ]        |                  |  |
| 2013 | Lego City Undercover                  | Jefe Marion Dunby                            | [ 16 ]        |                  |  |
| 2013 | Puppeteer                             | Ying Yang, General Dragón                    | [ 16 ]        |                  |  |
| 2014 | Transformers Universe                 | Derail                                       | [ 16 ]        |                  |  |
| 2014 | Sherlock Holmes: crímenes y castigos  | Sherlock Holmes                              | [ 16 ]        |                  |  |
| 2016 | Batman: Arkham VR                     | Ladrón 3                                     | [ 16 ]        |                  |  |
| 2016 | Steep                                 | DJ Larry Miller                              | [ 16 ]        |                  |  |
| 2017 | Lego Dimensions                       | Jefe Marion Dunby                            | [ 16 ]        |                  |  |
| 2017 | Xenoblade Chronicles 2                | Cressidus, Perceval                          | [ 16 ]        |                  |  |
| 2017 | The Lego Ninjago Movie Video Game     | Rockero, Piloto, Herrero                     | [ 16 ]        |                  |  |
| 2018 | Lego Los Increíbles                   | Voces adicionales                            | [ 16 ]        |                  |  |
| 2018 | Hitman 2                              | Carl Ingram                                  | [ 16 ]        |                  |  |
| 2019 | Terminator: Resistance                | NPCs                                         | [ 16 ]        |                  |  |
| 2020 | Serious Sam 4                         | Filbert                                      | [ 16 ]        |                  |  |
| 2020 | Someday You'll Return                 | Daniel                                       | [ 16 ]        |                  |  |
| 2025 | Tomb Raider IV-VI Remastered          | Werner Von Croy                              |               | Audio de archivo |  |